# Човеко
Човеко (2333 метра) е последният връх в алпийската част на Кременския рид в планината Пирин, България. Разположен е североизточно от връх Джано. Полегато седло го свързва на запад с Кременския връх. Северните му склонове се спускат към местността Изворите, а южните към местността Полежан и Каменишкия циркус. Източните представляват голям, почти отвесен, скален откос. Върхът е изграден от гранити. Почвите са планинско-ливадни. Труднодостъпен е, тъй като склоновете му са обрасли с гъст клек. Гледан от изток има внушителен вид, и въпреки че в съседство има няколко по-високи върха, доминира над околността. На североизток и югозапад от Човеко се отделят дълги ниски ридове, които разделят долините на реките Лакинска, Каменица и техните притоци.